# Ánidhron (ort i Grekland)
Ánidhron (Anydro) är en ort i Grekland.   Den ligger i prefekturen Fthiotis och regionen Grekiska fastlandet, i den centrala delen av landet, 140 km nordväst om huvudstaden Aten. Ánidhron ligger 438 meter över havet och antalet invånare är 157.
Terrängen runt Ánidhron är kuperad norrut, men söderut är den platt. Havet är nära Ánidhron söderut.  Närmaste större samhälle är Stylída, 7,4 km väster om Ánidhron. 